# Kaisermoschee

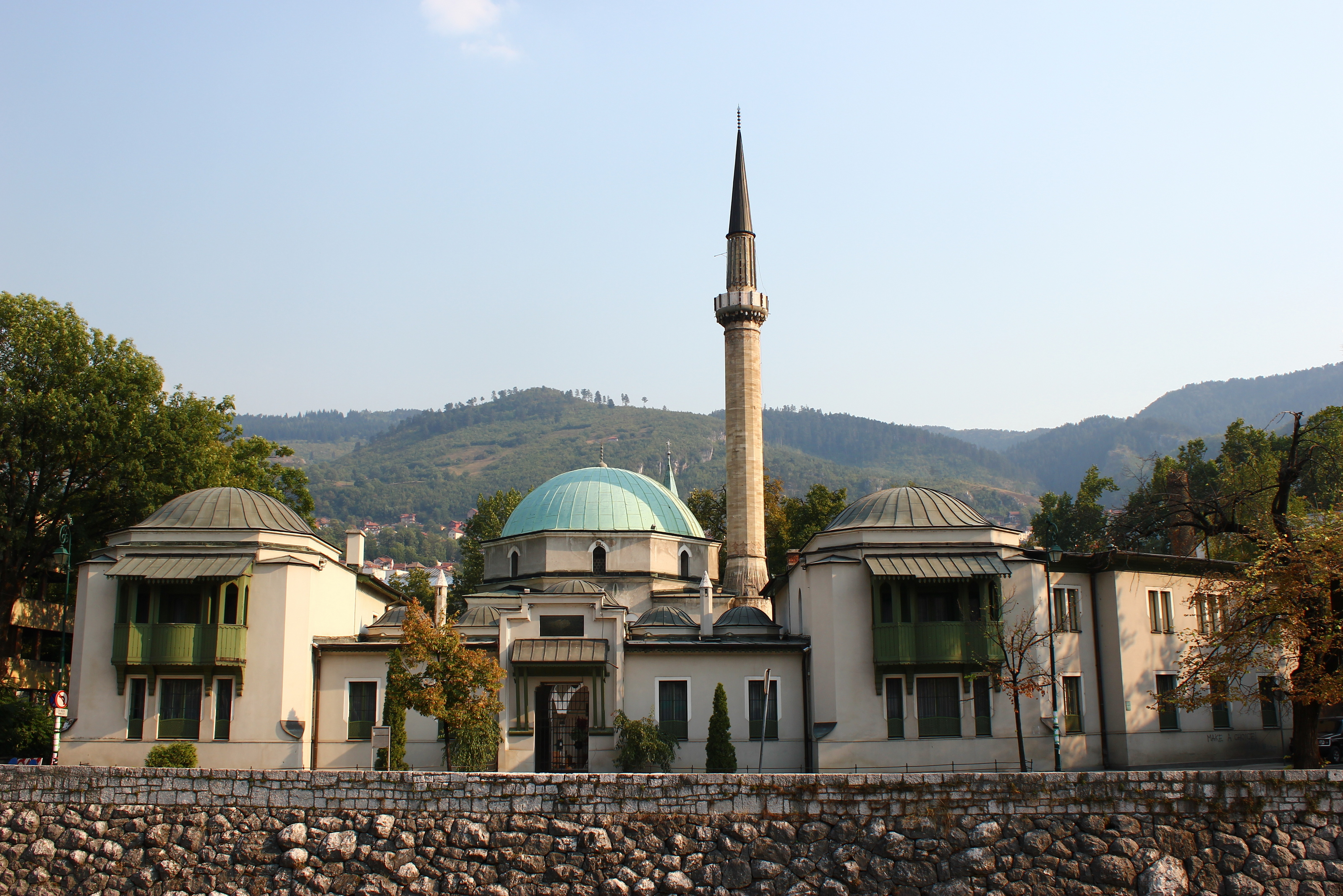
Kaisermoschee (Careva Džamija)

Die Kaisermoschee (bosnisch Careva džamija/Царева џамија, türkisch Hünkâr Camii) von Sarajevo ist die zweitwichtigste Moschee der Stadt. Sie liegt außerhalb des Stadtzentrums am linken Ufer der Miljacka.
Die Kaisermoschee geht auf einen vielleicht in den 1460er Jahren unter der Bauherrschaft des Markgrafen (osmanisch ucbeği) Isa-Beg Ishaković (türkisch İshakoğlu İsa Beğ) entstandenen Vorgängerbau zurück. Dieses wahrscheinlich eher einfache Gebäude wurde Anfang der 1560er Jahre durch einen feindlichen Einfall zerstört und durch Sultan Süleyman I., diesmal mit einer Kuppel, neu erbaut.
Die Moschee war Teil eines Komplexes, zu dem ein ebenfalls von İsa Beğ erbautes Badehaus (Hamam) sowie eine Residenz (Konak) und eine Bibliothek gehörten. Durch einen kurz vor dem Ersten Weltkrieg vom Architekten Karel Pařík gestalteten Zubau im „bosnischen Heimatstil“ wurde der Gebäudekomplex zum Sitz des ranghöchsten islamischen Geistlichen des Landes unter österreichisch-ungarischer (und später jugoslawischer) Herrschaft, des Reis-ul Ulema, der dem von der Monarchie installierten Gelehrtenrat (ulema medžlis) vorstand.
Die Moschee ist nicht nach Sultan Süleyman I. benannt, unter dem der Neubau stattfand, sondern nach Mehmed II., in dessen zweite Regierungszeit (1451–1481) der Vorgängerbau fiel. Heute ist sie die Wirkungsstätte des Großmuftis von Bosnien und Herzegowina, Husein Kavazović.